# Nazione Mohawk

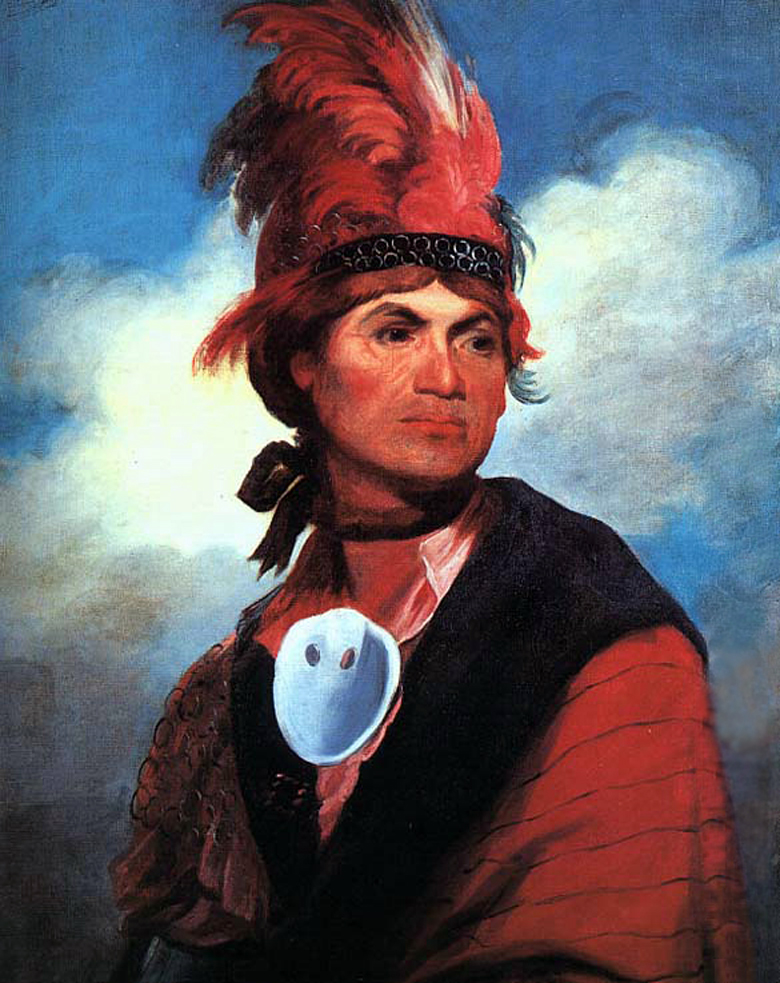
Gilbert Stuart, Thayendanegea o Joseph Brant, 1786, olio su tela, 80,5x70,2 cm, Londra, British Museum

I Mohawk (Kanienkeh, Kanienkehaka o Kanien'Kahake, che significa "Popolo della pietra focaia") sono un popolo di nativi americani del Nord America, originari della Valle Mohawk, zona compresa tra il nord dello Stato di New York, il Québec meridionale e l'Ontario orientale. I loro stanziamenti attuali comprendono le aree attorno al lago Ontario e il fiume San Lorenzo in Canada. La loro terra originaria era a sud del fiume Mohawk, a est delle Green Mountains del Vermont, a ovest del confine con la nazione Oneida e a nord del fiume San Lorenzo.
Come membri originali della Lega Irochese, o Haudenosaunee, i Mohawk erano conosciuti come "Controllori della porta orientale", che vigilavano contro le invasioni da quella direzione: fu dalla parte occidentale che i primi coloni europei apparvero, risalendo il fiume Hudson, per fondare l'abitato di Albany (attuale capitale dello Stato di New York), nella prima parte del XVII secolo.

## Storia
Nel 1614, gli olandesi aprirono una stazione di commercio a Fort Nassau, vicino all'odierna Albany, iniziando a commerciare in pellicce con i Mohicani. Nel 1628, i Mohawk sconfissero i Mohicani, che si ritirarono nel Connecticut, guadagnando un monopolio pressoché totale nel commercio di pellicce, impedendo alle altre tribù di commerciare con gli olandesi.
I Mohawk e gli olandesi divennero alleati; le relazioni tra di loro furono pacifiche anche durante le guerre degli olandesi contro le altre tribù indigene. Gli olandesi equipaggiarono i Mohawk per combattere contro le tribù alleate con i francesi, come gli Ojibway, gli Uroni e gli Algonchini. I Mohawk siglarono la pace con i francesi nel 1645.
Durante la guerra Pequot, gli Algonchini del New England cercarono di allearsi con i Mohawk, ma questi rifiutarono, uccidendo Sassacus, sachem dei Pequot. Nell'inverno del 1651 i Mohawk attaccarono dal sud gli Atrakwaeronons e li sconfissero, prendendo tra cinquecento e seicento prigionieri. Nel 1664, i Pocumtuck uccisero un ambasciatore mohawk, iniziando una guerra che terminò con la distruzione dei Pocumtuck; i Mohawk attaccarono anche altri membri della confederazione dei Pocumtuck, tra cui i Pennacook, gli Abnakis, i Squakhead e i Sokokis, in una guerra che durò fino al 1671.
Nel 1666 i francesi attaccarono i Mohawk, bruciando tutti i loro villaggi e le loro scorte di cibo; una delle condizioni del trattato di pace fu che i Mohawk accettassero missionari gesuiti. Questi convinsero alcuni Mohawk a trasferirsi vicino a Montréal, dove divennero noti come Caughnawagas, diventando alleati dei francesi.
Dopo la presa dei Nuovi Paesi Bassi da parte degli inglesi, i Mohawk divennero alleati della corona d'Inghilterra. Nel 1675, durante la guerra di re Filippo, Metacom, sachem dei bellicosi Pokanoket, decise di passare l'inverno vicino Albany; con l'incoraggiamento degli inglesi, i Mohawk attaccarono e uccisero tutti i quattrocento Pokanoket con l'eccezione di quaranta. A partire dall'ultimo decennio del diciassettesimo secolo, i Mohawk iniziarono a essere cristianizzati: molti di loro furono battezzati con cognomi inglesi, mentre altri ricevettero nomi inglesi completi.
Durante l'era della guerra franco-indiana, parte della guerra dei sette anni, la collaborazione tra inglesi e Mohawk fu mantenuta da uomini come Sir William Johnson (per la corona inglese), Conrad Weiser (per la colonia della Pennsylvania) e re Hendrick (per i Mohawk). Il congresso di Albany del 1754 fu convocato per rafforzare le relazioni diplomatiche tra i due popoli, danneggiate durante la guerra.

### Durante la rivoluzione americana
Durante il secondo e il terzo quarto del diciottesimo secolo, la maggior parte dei Mohawk nella provincia di New York viveva lungo il fiume Mohawk a Canajoharie, mentre alcuni vivevano a Schoharie e gli altri circa cinquanta chilometri più a valle, presso Fort Hunter; i due insediamenti erano tradizionalmente chiamati il "Castello superiore" e il "Castello inferiore".
A causa dei conflitti con i coloni che si spingevano nella valle del Mohawk e dei trattati che li legavano alla Gran Bretagna, i Mohawk combatterono contro i ribelli statunitensi durante la rivoluzione americana, mentre alcuni, come piccolo Abramo, restarono neutrali. Durante la guerra, il leader dei Mohawk era Johannes Tekarihoga.

### Dopo la guerra
Dopo la guerra Joseph Brant (Thayendanegea), un importante capo mohawk, guidò un gruppo di irochesi a una nuova patria come le Sei Nazioni del Grand River, in Ontario, mentre John Deseronto ne guidò un gruppo alla baia di Quinte. Altri Mohawk si trasferirono presso Montréal, da cui discendono gli indiani di Kahnawake, Akwesasne e Kanesatake.
L'11 novembre 1794, rappresentanti dei Mohawk e delle altre nazioni Irochesi firmarono il trattato di Canandaigua con gli Stati Uniti.
I Mohawk combatterono ancora contro gli Stati Uniti nella guerra anglo-americana del 1812. Come parte della Confederazione Irochese, i Mohawk parteciparono al congresso di Vienna; lo status legale della Confederazione fu tuttavia tralasciato nel rapporto sull'organizzazione del Canada del 1842 redatto da Lord Durham.

## Aspetto
Il taglio di capelli, caratterizzato da una più o meno alta cresta centrale con capelli corti ai lati, noto in Italia come "alla Mohicana", è in realtà quello tradizionale dei Mohawk.

## Nella cultura di massa

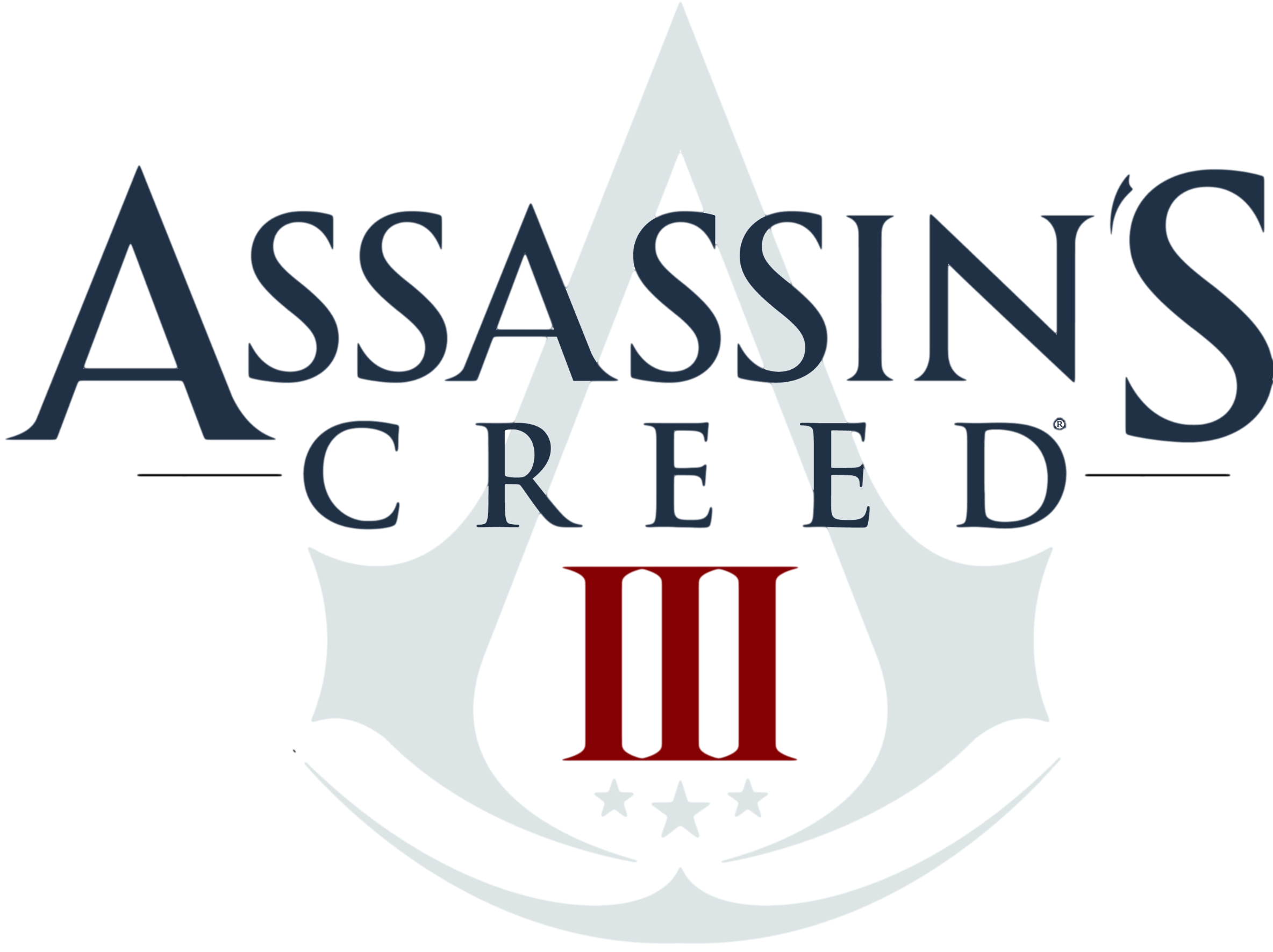
Il logo di Assassin's Creed III

- Il logo di Assassin's Creed IIINel videogioco d'avventura dinamica Assassin's Creed III, il protagonista, Ratonhnhaké:ton, anche noto come Connor Kenway, è di origine Kanienkeh da parte di madre, e il legame con il suo villaggio e le sue origini mohawk saranno centrali nello sviluppo della storia del personaggio.
- Nel romanzo storico Manituana, di Wu Ming, si narra dei fatti relativi al coinvolgimento dei Mohawk e delle Sei Nazioni Irochesi nella guerra tra i whig e gli inglesi, durante la Guerra di indipendenza americana.
- Il fumetto italiano Zagor è ambientato in gran parte nella fantasiosa foresta di Darkwood, situata proprio in territorio irochese. Il fratello di sangue del protagonista, Tonka, è il sachem dei Mohawk.